# Bernhart zu Sayn-Wittgenstein-Hohenstein
Bernhart Otto Peter Fürst zu Sayn-Wittgenstein-Hohenstein (Marburg an der Lahn, 15 november 1962) is sinds 17 augustus 1983 de 6e vorst van Sayn-Wittgenstein-Hohenstein.

## Biografie
Sayn-Wittgenstein-Hohenstein is de zoon van Christian Heinrich zu Sayn-Wittgenstein-Hohenstein (1908-1983), 5e vorst, en diens tweede echtgenote Dagmar zu Sayn-Wittgenstein-Hohenstein (1919-2002), kleindochter van Ludwig zu Sayn-Wittgenstein-Hohenstein, 3e vorst (1831-1912).
Sayn-Wittgenstein-Berleburg is volgens familietraditie de 6e vorst zu Sayn-Wittgenstein-Hohenstein en voert het predicaat Doorluchtigheid.
Sayn-Wittgenstein-Berleburg trouwde in 1996 met de kunsthistorica dr. Katharina Gräfin von Podewils-Dürniz (1963), dochter van de ambassadeur Max Graf von Podewils-Dürniz, met wie hij een zoon kreeg, Wenzel (1997); het echtpaar scheidde in 2009.